# Гірничомашинобудівні компанії Німеччини
Гірничомашинобудівні компанії Німеччини

## ДБТ ГБ ЛІМІТЕД
ДБТ ГБ ЛІМІТЕД — німецька гірничомашинобудівна компанія. Виготовляє щитове кріплення, електрогідравлічне управління кріпленням, вибійні конвеєри, комбайни з барабанним виконавчим органом, автоматичні стругові системи, транспортні системи, дробарки, транспортні засоби, установки для збагачення вугілля, конвеєрні установки. Адреса: DBT GB LIMITED, Hallam Fields Road, GB-Derbyshire DE7 4BS, Ilkeston, Great Britain Internet: www.dbt.de

## ФАМ ФЬОРДЕРАНЛАГЕН МАГДЕБУРГ
ФАМ ФЬОРДЕРАНЛАГЕН МАГДЕБУРГ — установки для видобутку, зберігання, подрібнення і перевантаження сировинних матеріалів і корисних копалин.
Адреса: FAM FÖRDERANLAGEN MAGDEBURG, Sudenburger Wuhne 47, Magdeburg, P.O. Box 35 40, Germany

## ДБТ, ГМБХ
ДБТ, ГМБХ — німецька гірничомашинобудівна компанія. Виготовляє щитове кріплення, засоби управління, вибійні конвеєри, очисні комбайни, автоматизовані системи, транспортні системи, трамбувальні машин, дробарки, прохідницькі комбайни, ковші, вантажні транспортні засоби, фабрики по збагаченню вугілля, стрічкові конвеєри. Також є у наявності гірниче обладнання, що було у вжитку. Адреса: D-44534, Німеччина, Люнен, Індустріештрасе, 1

## ГЕБРЮДЕР ЕЙКХОФФ, МАШІНЕНФАБРІК УНД ЕЙЗЕНГІСЕРАЙ МБХ
ГЕБРЮДЕР ЕЙКХОФФ, МАШІНЕНФАБРІК УНД ЕЙЗЕНГІСЕРАЙ МБХ — техніка видобутку — видобуткові машини для виїмки вугілля і корисних копалин підземним способом. Приводна техніка — циліндричні і конічно-циліндричні передачі; планетарні передачі; спеціальні передачі, також у малошумному виконанні. Сервіс и технічне обслуговування — усунення несправностей, ремонт, проведення монтажу і вводу у експлуатацію установок і машин, навчання і тренування. Фірма Шальке — коксувальні установки, спеціальні транспортні засоби на рейковому ходу. АЦ-Ейкхофф — прохідницькі машини для гірничої промисловості і будівництва тунелів; стрічково-конвеєрні установки. Ейкхофф Проект унд Лізінг — проектування, збут і фінансування (насамперед лізінг) промислових установок і машин.
Адреса: GEBR. EICKHOFF, MASCHINENFABRIK u. EISENGIESSEREI МВН, Hunscheidtstr. 176, Bochum, Germany Тх: (17) 2 34 318 eick

## ДБТ МАЙНІНГ ЕНДЖІНІРС ГМБХ
ДБТ МАЙНІНГ ЕНДЖІНІРС ГМБХ — здійснює проектування і будівництво гірничих підприємств. Модернізація і оптимізація. Оперативна підтримка і гарантія продуктивності. Оперативний сервіс. Договори про техобслуговування для шахт і таких систем: обладнання для розкривних і гірничопідготовчих робіт, видобувне та транспортно-підіймальне обладнання, електротехніка, загальна інфраструктура, техніка безпеки, вентиляція і дегазація. Конвеєрні установки. Гідравлічна система управління MULTIMATIK®. Щитове кріплення. Вибійні і штрекові конвеєри. Адреса: DBT MINING ENGINEERS GMBH, Malstatter Markt 13, Saarbrücken, Germany Internet: www.dbt.de

## ДАЙЛЬМАНН-ХАНІЕЛЬ МАШІНЕН-УНД ШТАЛЬБАУ ГМБХ
ДАЙЛЬМАНН-ХАНІЕЛЬ МАШІНЕН-УНД ШТАЛЬБАУ ГМБХ — нашим замовниками у Німеччині і за кордоном ми постачаємо спеціальні машини для проходки шахтних стволів, штреків та спеціальних підземних розробок. Спеціально для проходки штреків з сталевим арочним кріпленням, анкерним кріпленням і комбінованим кріпленням ми виготовляємо електрогідравлічні ковшові навантажувальні машини з боковим вивантаженням, обладнання для буріння висаджувальних свердловин і свердловин під анкерне кріплення, а також перфоратори для буріння свердловин під анкерний ланцюг і машини для установки анкерного кріплення, призначенні для монтажу на машинах для проходки частковим перетином.
Адреса: DEILMANN-HANIEL MASCHINEN- UND STAHLBAU GMBH, Haustenbecke 1, Dortmund, P.O. Box 13 01 63, Germany

## Deutsche Bergbau Technik
Deutsche Bergbau Technik — щитове кріплення, системи управління кріпленням, забойні конвеєри, автоматизовані стругові системи для малих і середніх потужностей, інтелектуальні приводні системи, системи забойних конвеєрів, дробарки, стрічково-конвеєрні установки, транспортні системи, шахтна технологія і техніка лебідок, гірниче обладнання, що було у застосуванні.
Адреса: Deutsche Bergbau Technik, Industriestraße 1, Lünen, Germany

## СБЕ ШРАДЕР БЕРГБАУ ЕЛЕКТРІК, ГМБХ
СБЕ ШРАДЕР БЕРГБАУ ЕЛЕКТРІК, ГМБХ — вибухозахищені рудничні комутаційні апарати і блоки живлення. Електричне обладнання для навантажувальних і піддирочних машин та самохідних бурильних установок. Вибухозахищені осві-тлювальні прилади. Пневматичні тлювальні прилади. Вибухо-захищені пульти управління. Адреса: D-51766, Німеччина, Енгельскірхен, Унтердорфштр., 3

## ЗІБТЕХНІК ГМБХ
ЗІБТЕХНІК ГМБХ — механічні грохоти і збагачувальні машини, пробовідбиральні установки і дробильні машини, центрифуги.
Адреса: SIEBTECHNIK GMBH, Platanenallee 46, Mülheim an der Ruhr, Germany

## БОХУМЕР АЙЗЕНХЮТТЕ ХАЙНТЦМАНН ГМБХ & КО. КГ
БОХУМЕР АЙЗЕНХЮТТЕ ХАЙНТЦМАНН ГМБХ & КО. КГ — комплектні системи обладнання лав; виїмкова установка «CLMiner»: Установка для безперервної розробки вибою «CLMiner» призначена для одночасного, повністю механізованого видобутку, навантаження і транспортування вугілля. Установка «CLMiner» — ефективна альтернатива, особливо для видобутку кам'яного вугілля при потужності пласта до 1,5 м; універсальні пристрої Хайнтцманн АС 120.1 для пересування приводів, перевантажувача та інших машин; кріплення штреку на базі ТН-профілів.
Адреса: BOCHUMER EISENHÜTTE HEINTZMANN GMBH & CO. KG, Bessemerstr. 80, Bochum, Germany

## БРОЙЄР-МОТОРЕН ГМБХ & КО. К
БРОЙЄР-МОТОРЕН ГМБХ & КО. КГ — виробник трифазних асинхронних двигунів у вибухозахищеному і герметичному виконанні, 3 кВт −1000 кВт, 380 В — 6000 В, однооборотних, з переключенням числа полюсів, с водяним і повітряним охолодженням, двигунів з плавним пуском, з встаткованим регулюванням частоти обертання, сертифікованих за національним стандартом (ГОСТ і т. д.).
Адреса: BREUER-MOTOREN GMBH & СО. KG, Rensingstr. 10, Bochum, Germany

## ContiTech TBS GmbH
ContiTech TBS GmbH — транспортні стрічки STAHLCORD®; текстильні транспортні стрічки з ПВХ і ПВГ дурабелт 1-шарові, CONTITANT, ConBitex® і duoply® 2-шарові, багатошарові текстильні транспортні стрічки CONTIFLEX®; фільтрувальні стрічки; крутопохилі і вертикальні транспортні стрічки. Матеріали для ремонту і з'єднання транспортних стрічок, покриття для барабанів CORREX® і матеріали для захисту від зношування ContiTronic®.
Адреса: CONTI TECH TRANSPORTBANDSYSTEME GMBH, Büttnerstr. 25, Ганновер, Німеччина

## КРУПП ФЬОРДЕРТЕХНІК ГМБХ
КРУПП ФЬОРДЕРТЕХНІК ГМБХ — збагачувальна техніка: дробарки, дробарні установки, грохоти, установки для переробки будівельного брухту. Фільтраційна техніка: вакуумні стрічкові фільтри, СН-фільтри, фільтри с притискним диском. Технологічне обладнання: сушарки, млини, сеператори. Обладнання для перевалки: обладнання для підйому матеріалу з шахт, вагоноперекидачі, перекидачі для вантажівок, обладнання для подачі вугілля на електростанціях, комплектне обладнання для складів і перевалочні системи, навантажувальне обладнання для судів, розвантажувальне обладнання для судів. Обладнання для відкритого видобутку корисних копалин: роторні екскаватори, відвалоутворювачі, конвеєрні установки великого простягання і потужності, Крупп Сурфайс Мінер.
Адреса: KRUPP FÖRDERTECHNIK GMBH, Altendorfer Str. 120, Germany

## ТИССЕН ШТАЛЬУНІОН ГМБХ
ТИССЕН ШТАЛЬУНІОН ГМБХ — «БіГ Т» підйомні канати і нижні канати для підземних гірничих розробок. «БіГ Т» дротяні канати для драглайнів для відкритих гірничих розробок. Спеціальні канати для підйомних механізмів кранів. Канати повної закритої конструкції для мостів та підвісних канатних доріг. Важкі канати для морської промисловості.
Адреса: THYSSEN STAHLUNION GMBH, Hans-Günther-Sohl-Str. 1, Düsseldorf, P.O. Box 101046, Germany

## УНІТЕХ ГМБХ
УНІТЕХ ГМБХ — високонапірні фільтри, напірні фільтри по САЕ, всмоктуючі, мішочні та подвійні фільтри, напірні фільтри і елементи, напірні фільтрувальні станції, фільтри зворотної промивки, лінійні фільтри, фільтрувальні патрони, водяні фільтри, арматура штеко і високонапірні шланги.
Адреса: UNITECH GMBH, Am Gebackenen Stein 9, Usingen, Germany

## CAAPTEK ГМБХ
CAAPTEK ГМБХ — система управління Мультиматик; клапан для обмеження тиску (ДБВ). DN 4, HV10/12. Щілинні фільтри. Запобіжний клапан на випадок гірничого удару.
Адреса: SAARTECH GMBH, In den Rodhecken 31, Saarbrücken, Germany

## АЙКХОФФ МАШІНЕНФАБРІК ГМБХ
АЙКХОФФ МАШІНЕНФАБРІК ГМБХ — комбайни з барабанним виконавчим органом для виймання лавами, комбайни для проходки частковим перетином, призначенні для підземних розробок і будівництва тунелів, передачі для гірничого машинобудування і промислові передачі, конвеєрні установки, литі вироби, рудничні локомотиви і спеціальні транспортні засоби на рейковому ходу, а також коксувальні установки.
Адреса: EICKHOFF MASCHINENFABRIK GMBH, Hunscheidtstraße 176, Bochum, Germany
Internet: http://www.eickhoff-bochum.de [Архівовано 6 лютого 2018 у Wayback Machine.]

## AUBEMA Maschinenfabrik GmbH
AUBEMA Maschinenfabrik GmbH — щокові, валкові та конусні дробарки, ударно-відбивні і молоткові млини, вібромлини, роликові грохоти. Internet: https://web.archive.org/web/20100414101816/http://aubema.de/

## Інші компанії
- BARTEC Sicherheits-Schaltanlagen GmbH